# Aragonés medieval
El aragonés medieval es la lengua romance que se hablaba en el Reino de Aragón en la Edad Media. También es conocido como aragonés antiguo, romance aragonés medieval o dialecto aragonés medieval. Es el precursor del actual aragonés.
También se llama "aragonés medieval" a la forma de escribir esta lengua, la cual no representaba todos los caracteres del habla popular. Sin embargo, para este concepto existe un término más específico, el de scripta medieval aragonesa, que era la forma del romance aragonés medieval que se utilizaba en los documentos y textos oficiales de la Edad Media.
La lengua romance aragonesa medieval ha llegado hasta nuestros días gracias a documentos oficiales y obras literarias, principalmente de los siglos XII, XIII, XIV y XV.

## Similitudes lingüísticas
El aragonés medieval compartía bastantes rasgos con los romances medievales navarro y riojano. Es por ello que en ocasiones sea englobado por algunos filólogos, junto con esos dos romances medievales afines, dentro de la denominación global de navarroaragonés.
El aragonés medieval era mucho más próximo al catalán que actualmente: 

Siendo Aragón una zona puente entre el dominio lingüístico castellano y el dominio catalán y occitano no es de extrañar la coincidencia de buena parte del léxico aragonés con el de estos ámbitos colindantes [...]. En época medieval, el léxico aragonés debió de presentar una acusada afinidad con el catalán y el occitano, afinidad que mantienen en parte las hablas altoaragonesas actuales. Al extenderse el reino pirenaico por tierras del valle del Ebro [...] se acentuó el influjo castellano, y desde fines de la edad Media, el léxico aragonés ha evolucionado paulatinamente hacia posiciones más acordes con los dialectos hispánicos.
Pablo Terrado: "La lengua de Teruel a fines de la Edad Media"  

De hecho sus documentos registran muchas coincidencias e influencias.

## Historia
Pertenecientes a tiempos de Jaime I de Aragón el Conquistador ya encontramos textos extensos en aragonés como el "Vidal Mayor" o documentos del Monasterio de Veruela, como la carta puebla de Pozuelo de Aragón (1245).
La oficialidad del romance aragonés se produjo cuando Pedro III de Aragón el Grande rompió con el monopolio de la escritura que tenía la iglesia, en latín, creando un monopolio real en la escritura en romance. Quedó fijada así una forma oficial de escribir  en romance aragonés en el Reino de Aragón. Esta forma de escribir oficial fue imitada a grandes rasgos en los textos escritos de la mayor parte del reino. Así, se pasó a no representar apenas dialectalismos y localismos en los textos escritos. No obstante, en zonas como las comunidades de la Extremadura aragonesa se siguió escribiendo representando los rasgos dialectales y locales del romance aragonés de la zona.

## Grafía

### Consonantes
- El fonema palatal líquido /l/ se representaba:
  - l: en la mayoría de los casos.
  - ll: en palabras que en latín tenían l·l geminada, a veces términos jurídicos cultos: apellación, cancellado, y casos de ultracorrección por confusión con los anteriores (ellectos, carcellería, carcell).
  - ll: en pronombres: ell, aquell.
  - ll: en algunos topónimos con sufijo -uelo, -uela: Oriuella, Escoriuella y probablemente Ruviellos.

- El fonema palatal lateral /ʎ/ era representado como:
  - li: mulier, milian.
  - ly.
  - l simple: Foz la Viela, 1279-1280.
  - yll: Val de Coneyllos, siglo XIII.
  - ll.
  - lg: Castelgon, 1141.

- El fonema palatal nasal /ɲ/ (ñ en español) era representado como:
  - ni: Boltania, Fanianares, Irunia.
  - in: Fainanas, Cabainnas, Peinnalen.
  - ny: Boltanya, Cabanyas.
  - gn: Savignaneco, estagno
  - nn: Irunna, Capannas.

- El fonema alveolar africado sordo /t͡s/ se representaba como c, ç o z.

- El fonema prepalatal africado sordo /t͡ʃ/ era representado como i, y, g cuando derivaba de las sílabas latinas IA, IO, IU, GE, GI, y por i, y, ch, x en otros casos:
  - Iosa, iuso, iermano, Alfaiaria, Boria.
  - Sancho, Sanxo.

- El fonema /v/ era representado como u y como v y pronto se confundió con B. Era fricativo y no bilabial como en castellano medieval meridional y valenciano.

- El fonema /b/ era representado como b

- El fonema /k/ era representado como:
  - c: delante de u, a y o: casera, cubo.
  - ch: delante de vocal velar.
  - ch: en posición interior: Rochafort, Gaschoniella.
  - ch: en posición final: Canyamach, Ornach, Avraych.
  - q: en casos como quenca, baquna.
  - qu: puede estar delante de todas las vocales: cuenqua, chiqua.
  - k: kuarros.

## Fonética
Algunos caracteres generales de la fonética aragonesa medieval son los siguientes:

### Sordas intervocálicas
Suelen conservarse en los textos latinos de la época de Ramiro I de Aragón. En los de la época de Alfonso I de Aragón no, y aparecen hipercorrecciones. En los textos romances no se encuentran a menudo muchos casos de conservación.

### Grupos iniciales -PL-, -FL-, -CL-
Suelen conservarse. En Navarra fueron los últimos caracteres primitivos que se conservan en los textos.

### -KT- > -it-
Los textos romances usan -ch- más a menudo cuanto más tardanos son. Se observa que los textos destinados a más gente y mayor grado de cultura tienen ch, y los de círculos más pequeños muestran -it- hasta finales del siglo XV. La -ch- refleja castellanización, pero también podría tener relación con el flujo cotidiano de gascones y occitanos hacia el Valle del Ebro.
En el siglo XIV, Johan Ferrandez de Heredia y sus escribanos solían escribir -ch- (dichos, fechos) en cuenta de -it- (ditos, feitos), como en los textos notariales del Alto Aragón y La Almunia de Doña Godina. Es posible que los escribanos del taller de Heredia tomaran para estas traducciones la fonética del aragonés de las comunidades aragonesas o del sudoeste que debía de hablar el gran maestre hospitalario.
Según Bernard Pottier, el grupo -it- se castellaniza entre 1468–1480 en textos cultos u oficiales, porque en estos textos que estudia encuentra las palabras con fonética aragonesa primitiva feito, dito, leitera, peitos, dreito, ueito, bueito hasta 1478, y las formas con -ch- son posteriores a 1469.

### -LY-, -C'L-, -G'L- > -ll-
Suelen aparecer, pero en el siglo XV ya no tanto. Según Bernard Pottier, el periodo de cambio de -ll- hacia la -j- castellana, entonces fricativa palatal sonora, es de 1485–1490, pero formas como tinalla aparecen todavía en 1497. 
En el aragonés medieval de las comunidades aragonesas la sustitución gráfica de la -ll- por una i, j o x (representando una ch) se da antes que en el Valle del Ebro o el Sistema Ibérico oriental. Podemos leer los topónimos: Torrijas, Peraleios, Val de Coneios, La Foz de la Vieia. Ya a finales del siglo XV encontramos una x (Foz de la Viexa, Torrixos), que debe de representar una ch (De acuerdo con Rafael Lapesa, la x castellana sustituye al fonema /g/ castellano equivalente a la ch en casos como estos en el siglo XVI y se hace J en el siglo XVIII).

### Africadas alveolares
La africada alveolar sonora, representada en algunas lenguas romances medievales como z se neutralizó ensordeciendo. Desde el siglo XI se atestigua la confusión de las africadas alveolares sonora (z) y sorda (representada por ç) en el alfabeto latino. En textos aljamiados como el Poema de Yuçuf también vemos confusiones entre las letras zāi y çin en la versión tardana B. En la aljamía hebrea en aragonés las z y ç de los textos en alfabeto latino se escriben con samekh y xin, con las mismas confusiones.

### Africadas prepalatales
La evolución de las consonantes en las sílabas latinas IA, IO, IU, GE, GI, produjo un fonema prepalatal africado que ya era sordo en el siglo XII, neutralizándose con el fonema prepalatal africado sordo hoy representado por ch. La interpretación tradicional, que interpreta la evolución fonética del aragonés como tributaria de la castellana, no lo considera así, y autores como Rafael Lapesa han considerado que pudo ser sonoro hasta después de la Edad Media basándose en la manera de escribirlo más a menudo coincidente con ese fonema en castellano, catalán, occitano y francés. Manuel Alvar ya cita casos de estar escrito ch (Belchit, Marchant) en los elementos romances del latín notarial aragonés. Algunos microtopónimos de Tudela que hoy se escriben con la j castellana se escribieron con ch en el siglo XIII. En el siglo XV, en Zaragoza, se escribía Puerta Cinecha alternando con Puerta Cineja, y en Bielsa, Pontache alternando con Pontaje. Por otra parte, en lugares del sudoeste de Aragón y Navarra, donde el aragonés evolucionó hacia formas más cercanas al castellano con anterioridad, hay aragonesismos con ch (chito, chelar), y tenemos el caso de aragonesismos muy extendidos en español como chepa que compite con giba.

## Morfología

### Artículos
En los textos latinos los artículos romances que encontramos son:
- Lo, los, la, las, son los casos que encontramos más a menudo.
- O, os, a, as, en unos pocos casos que provienen del Alto Aragón.
- Ero, era, ro, etc. en unos pocos casos que provienen del Alto Aragón.

En los textos romances hay casos de lo, o, os, a, as, en topónimos, etc., pero en general predomina el mismo artículo que en castellano, y las mismas formas contractas del sistema:
- el, la, los, las.
- del, de la, de los, de las.

Destaca el hecho, presente también en catalán y en castellano medieval, del uso de la combinación "artículo + posesivo + sustantivo" (en la mía fin, con la nuestra senyal, a la suya cambra).

### Pronombres
El objeto indirecto de tercera persona se marca con li (rasgo este compartido con el catalán) como en sía li apparellado; no li lieuen l espada). También aparecen pronombres sujeto precedidos de la preposición a para indicar el complemento directo: que sían a tú plazientes; a tú ha plazido (rasgo que nuevamente también se encuentra en catalán). También distingue entre el relativo qui (personas) y que (cosas): el dito noble qui leuará l espada; el más honrrado de los vispes qui allí serán; otra duenya qui lieue (esto también sigue sucediendo en catalán).

### Número
Los plurales suelen presentarse con la forma coincidente con el castellano medieval en los textos romances, pero hay muchas excepciones, como podemos ver en la Crónica de San Juan de la Peña: 
- ibers, corts, etc.

A veces, estas excepciones son topónimos:
- Abolpillars (1155), Golpellars (1175), en el término de Zaragoza, siglos después Golpellares.

### Numerales cardinales
Vemos numerales cardinales que todavía existen en las variedades orientales y centro-orientales del idioma aragonés actual. Estos numerales cardinales se encuentran en todo el aragonés medieval del Alto Aragón y el valle del Ebro y en romance navarro medieval:
- Ueito, con las variantes ueyt, ueyto, hueyt, hueyto.
- Setze, por un error de escritura de la t (o de interpretación de la grafía medieval) sale en alguna gramática descriptiva del siglo XX como seize.

### Demostrativos
Se encuentran formas con -i final en lugar de -e:
- Esti, aquesti, sobre todo en los textos del aragonés medieval de las comunidades aragonesas. Estas formas también se encuentran en textos navarros y riojanos del siglo XI.

Para indicar objetos lejanos:
- Eixe, eixa, eixo
- Exe, exa, exo
- También aquexo (en el Fuero romance de Teruel junto a exo)

### Posesivos
- Lur, lurs es el posesivo de tercera persona de más de un poseedor.

Viene del latín ILLORUM, en genitivo plural y equivale al rumano lor, italiano loro, francés leur, occitano lor y catalán llur.

### Verbos
- Los verbos suelen estar escritos con formas coincidentes a las del castellano medieval, pero en medio de las formas mayoritarias encontramos otras formas aragonesas propias.
- La terminación verbal -etz suele presentarse como en castellano medieval -ades o -ais, pocas veces como -eds, -ez.
- Los pasados imperfectos de indicativo se escriben como en castellano medieval -ia-, -aba, con algunas excepciones: fevan, feua, exivan, requerivan, escrito todo con u, etc...en los textos notariales del Alto Aragón, y también en la "Crónica de San Juan de la Peña".

Et mudó los hy del monesterio de Clunyego de la orden de San Beneditto, qui a la ora pululiua et floriua en toda xpistiandat

- El pasado perfecto simple suele estar escrito como en castellano medieval, pero vemos a veces formas en -oron y formas propias en -é: exié 'salió' (catalán eixí), die 'dió', umplié 'llenó' (catalán omplí).
- El pretérito perfecto de verbos intransitivos, como en otras lenguas romances, se forma con el verbo 'ser' y no con el verbo 'haber': sía hauido 'haya habido' o sían leuados ('[los] han llevado').

### Adverbios
Hay muchos adverbios rematados en -ment. Esta forma todavía se da en algunas palabras del aragonés actual: tásament, malament, etc…, aunque son considerados cultismos en la lengua aragonesa actual. En parte del aragonés medieval de las comunidades aragonesas aparecen con la forma -mentre (coincidente con el romance navarro) con r epéntica que hace que no se pierda la –e final.
- Aprés < AD PRESSUM: después. Esta forma todavía se conserva en el aragonés actual del Valle de Tella y tiene un significado parecido a "dimpués" pero no coincidente del todo.
- Avant < AB ANTE: antes. Muy usual en aragonés medieval y navarro medieval. En aragonés actual hoy es debán y adebán.
- Encara: todavía. Se registra en el aragonés medieval de Teruel (y también en Navarra) todavía hasta finales del siglo XV. Esta forma se da en la actualidad en el aragonés, en las variedades orientales.
- Plus: se registra en el aragonés medieval. Esta forma también se registra en la Rioja ya en las Glosas emilianenses, escritas en romance riojano.
- Sus, suso < SURSUM: en alto.
- Iuso, juso, aiuso < DEORSUM: abajo. En la lengua ribagorzana actual, se conserva con la forma dichós.
- Tantost: enseguida.

### Preposiciones
- A, Ad (cuando la palabra siguiente empieza por vocal). Ad aquel.
- Cabo < Caput: junto a. En una sauina qui staua cabo una penyuela.
- Çaga < ar sâqa: detrás de.
- Enta: hacia. De uso común en aragonés medieval y aparece también en el siglo XIV en Navarra. Hoy en día se conserva todavía en la lengua aragonesa de Ansó, Embún, Benás y Campo, principalmente con la forma abreviada ta. enta > ta.
- Por, pora, para: En aragonés actual se da la forma evolucionada pa.
- Por a < Pro ad.
- Para < par < Per.
- Sin, sines de, sinse < SINE
- Ensomo de: encima de.
- Desus de, desuso de: debajo de.
- Tro a, tro en, entro a < INTRO: hasta.

### Conjunciones
- Car < QUARE: pues, porque. Se utilizaba en  aragonés medieval y navarro medieval, igual que en occitano, catalán, y francés.
- Doncas: pues, por tanto. Como en occitano doncas/donc, en francés donc y en catalán doncs.
- JatSía.